# Cherry Bomb (мініальбом)
Cherry Bomb — третій мініальбом NCT 127, підрозділу південнокорейського гурту хлопців NCT, який розташований у Сеулі. SM Entertainment випустила мініальбом 14 червня 2017 року, який розповсюджувала Genie Music. Мініальбом включає сім пісень загалом.
Мініальбом був комерційно успішним, зайнявши місце 2 у Gaon Album Chart. Було продано 127,642 фізичних копій станом на грудень 2017.

## Передумови та випуск
25 травня S.M. Entertainment підтвердило, що NCT 127 зробить своє повернення у червні і заявило, що гурт буде знімати відео для свого повернення у провінції Кьонгі.
5 червня опівночі (KST), вийшло перше зображення NCT 127 щодо майбутнього відео. На тому малюнку було зображено вибух вишні. У цей же день, агентство повідомило, мініальбом називається Cherry Bomb і, що він має вийти 14 червня о 18:00 (KST).
З 7 червня по 9 червня було випущено зображення-дражнилки кожного члена. Зображення гурту було випущено 10 червня. Гурт також випустив відео з персонажами мультфільму на своїй офіційній сторінці у Instagram, а також спеціальне повідомлення від членів гурту. Згодом, вийшов тизер. 11 червня було оголошено список пісень мініальбому, разом із спеціальним кліпом «Cherry Bomb». Мініальбом офіційно вийшов 14 червня. Музичне відео пісні «Cherry Bomb» отримало більше ніж три мільйонів переглядів за 24 години.[джерело?]

## Сингл
«Cherry Bomb» була випущена, як окрема пісня разом із мініальбомом 14 червня. Музика була написана Dem Jointz, Deez та Ю Йон Чін. Сингл описувався як «сукупність синтезаторних і наповнених басом» мелодій у пісні з кольоровою композицією, що поєднує унікальний реп членів, вокал і потужне виконання. Також пісня має частини з американської популярної дитячої пісні «If You're Happy and You Know It». Хореографія «Cherry Bomb» поставлена Tony Testa, який раніше займався хореографією минулого синглу гурту NCT 127, «Fire Truck». «Версія для виступу» пісні, у якій було додано ф'юче-бейс, є альтернативною версією пісні, яка використовується під час виступів гурту, а також у музичних відео.
Пісня зайняла місце 37 на Gaon Digital Chart у чарті за датами 11-17 червня 2017 року за 39,006 проданих цифрових версій.

## Реклама
«Cherry Bomb» вважається «непридатним для трансляції» каналом KBS через згадки насилля, криваві описи і т.д., тому гурт не виконував пісню на програмі Music Bank.
NCT 127 розпочали свою рекламу з показом, проведеного 14 червня. За вхід на цей показ не брали оплату, також він є першим показом гурта з часу їхнього дебюту. Реклама гурту на південнокорейських музичних шоу розпочалася з 15 червня, коли вони виконували пісні «Cherry Bomb» і «0 Mile» на програмі M Countdown.

## Комерційний успіх
Передзамовлення Cherry Bomb досягнуло 101,444 копій, що перевищило відповідні показники минулих альбомів NCT 127 NCT #127 та Limitless.
Cherry Bomb дебютував на 2 місці на Gaon Album Chart і Billboard US World Albums, на 21 місці на Billboard's Top Heatseekers Albums та на 22 місці на Oricon Albums Chart. Мініальбом зайняв 2 місце на Gaon Album Chart за червень місяць 2017, з 105,877 проданих фізичних копій.

## Сприйняття критиків
Fuse TV представив «Cherry Bomb» гурту NCT 127, описуючи його, як гострим і вибуховим, а також описав пісню, як найбільш витончену пісню серед всіх пісень гурту. Головний сингл мініальбому, «Cherry Bomb», був вибраний Billboard і Idolator, як одна найкращих K-pop пісень 2017 року.

## Список пісень
| #     | Назва                                                                 | Автор слів                                                                                        | Автор музики | Перекладення                     | Тривалість |
| ----- | --------------------------------------------------------------------- | ------------------------------------------------------------------------------------------------- | --- | -------------------------------- | ---------- |
| 1.    | «Cherry Bomb»                                                         | Тейон Марк Deepflow Lim Jung-Hyo Oh Min-joo                                                       | Dwayne Abernathy Jr. Jennifer Decilveo Deez Jakob `Jay` Mihoubi Rudi `Rudy` Daouk Michael Woods Kevin White Andrew Bazzi MZMC | Dem Jointz Deez Yoo Young-jin    | 3:56       |
| 2.    | «Running 2 U»                                                         | Тейон Марк JQ Kim Jin (makeumine works)                                                           | Karl Powell Harrison Johnson Ryan Christian Adrian Mckinnon Tay Jasper Otha `Vakseen` Davis III MZMC                          | The Colleagues                   | 2:47       |
| 3.    | «0 Mile»                                                              | Тейон Марк Jo Yoon-kyung Jo Jin-joo Choi So-young (JF) Park Yong-joon (JF)                        | Christian Fast Julimar J-Son Santos Henrik Nordenback                                                                         | Christian Fast Henrik Nordenback | 3:23       |
| 4.    | «Sun & Moon» (sung by Taeil, Johnny, Тейон, Yuta, Doyoung, & Jaehyun) | Jung Joo-hee January 8th ( Jam Factory )                                                          | AFSHeeN Josh Cumbee Jai Waetford                                                                                              | AFSHeeN Josh Cumbee              | 3:07       |
| 5.    | «Whiplash» (sung by Jaehyun, Марк, Тейон, & Taeil)                    | Тейон Марк JQ O Neu Lu (makeumine works) Xitsuh                                                   | The Stereotypes 220 Andrew Choi MC Meta                                                                                       | The Stereotypes 220              | 3:21       |
| 6.    | «Summer 127»                                                          | Тейон Марк Sun (Joombas) Bae Min-soo (Joombas) seizetheday (Joombas) CiaNo (Joombas) Kim In-hyung | Shin Hyuk Davey Nate Devin Hoffman Eric Scullin Jass Reyes DK Chek Parren                                                     | Chek Parren                      | 3:37       |
| 7.    | «Cherry Bomb» (Performance Ver.)                                      | Тейон Марк Deepflow Lim Jung-Hyo Oh Min-joo                                                       | Dwayne Abernathy Jr. Jennifer Decilveo Deez Jakob `Jay` Mihoubi Rudi `Rudy` Daouk Michael Woods Kevin White Andrew Bazzi MZMC | Dem Jointz Deez Yoo Young-jin    | 4:21       |
| 24:38 |                                                                       |                                                                                                   | |                                  |            |

## Чарти
| Чарт (2017)                       | Найвище місце |
| --------------------------------- | ------------- |
| South Korean Albums (Gaon)        | 2             |
| Japanese Albums (Oricon)          | 18            |
| US Heatseekers Albums (Billboard) | 21            |
| US World Albums (Billboard)       | 2             |

## Продажі
| Регіон                | Продажі |
| --------------------- | ------- |
| Південна Корея (Gaon) | 127,642 |
| Японія (Oricon)       | 8,457+  |

## Історія випуску
| Регіон         | Дата           | Формат                   | Фірма звукозапису |
| -------------- | -------------- | ------------------------ | ----------------- |
| Південна Корея | 14 червня 2017 | CD, цифрове завантаження |                   |
| Світ           | 14 червня 2017 | Цифрове завантаження     |                   |